# Saison 6 de Camping Paradis
 (avril 2020).
Si vous disposez d'ouvrages ou d'articles de référence ou si vous connaissez des sites web de qualité traitant du thème abordé ici, merci de compléter l'article en donnant les références utiles à sa vérifiabilité et en les liant à la section « Notes et références ».
 (avril 2020).
Chronologie
Saison 5 Saison 7
Cet article présente les épisodes de la sixième saison de la série télévisée Camping Paradis.

## Distribution

### Acteurs principaux
- Laurent Ournac : Tom Delormes, le propriétaire du camping
- Aurélie Konaté : Aurélie Constantin, compagne de Tom et responsable de l'accueil du camping
- Patrick Guérineau : Xavier Proteau, barman du camping
- Géraldine Lapalus : Amandine Joubert-Garnier, responsable des sports du camping
- Thierry Heckendorn : André Durieux, régisseur du camping

### Acteurs secondaires
- Patrick Paroux : Christian Parizot (sauf épisodes 5 et 7), vacancier grincheux
- Alexandre Thibault : Alex, directeur du Camping du Soleil (épisode 5)
- Katia Miran : Lola  (épisodes 4 et 5), fille du maire

## Liste des épisodes

### Épisode 1:Éclipse au camping
- Belgique : 14 septembre 2014 sur RTL-TVI
- Suisse : 14 octobre 2014 sur RTS Un
- France : 17 novembre 2014 sur TF1

- Belgique : 400 000 téléspectateurs (24,1 % de part de marché)[1] (première diffusion)
- France : 5,61 millions de téléspectateurs (21,9 % de part de marché)[2] (première diffusion)

- Elsa Esnoult : Elsa
- Ingrid Chauvin : Ingrid
- Gil Alma : Alex
- Alexandre Varga : Olivier
- Nicolas Grandhomme : Christophe
- Sabine Perraud : Claire
- Sandra Valentin : Véronique
- Caroline Santini : Anne
- Jean-Paul Bazziconi : François
- Marie Moureaux : Justine
- Ulysse Pillon : Léo
- Alain Zef : Rascar Tupac
- Sébastien Cotterot : Guy Pierre
- David Nguyen : Le copain de Léo
- Claude Attia : Le campeur météorite

### Épisode 2:Noces de toile
- Belgique : 7 septembre 2014 sur RTL-TVI
- Suisse : 7 octobre 2014 sur RTS Un
- France : 8 décembre 2014 sur TF1

- Belgique : 400 000 téléspectateurs (26 %)[3] (première diffusion)
- France : 6,36 millions de téléspectateurs (25 %)[4] (première diffusion)

- Laëtitia Milot : Lætitia
- Bruno Slagmulder : Philippe
- Noémie Kocher : Agnès
- Cyrille Swierkosz : Fred
- Noémie Landreau : Laurianne
- Ingrid Donnadieu : Christelle
- Francis Boulogne : Eric
- Shalimar Debru : Marieke
- Mario Bastelica : Hervé, le fiancé de Lætitia
- Marion Koen : Florence
- Herma Vos : La mère de Marieke

- Bruno Slagmulder apparait aussi dans "Mamans en grève"
- Exceptionnellement, c'est Aurélie qui annonce la fiesta Boom Boom durant cet épisode.
- Pour la première fois de la série, on peut voir deux personnes lesbiennes.

### Épisode 3:Un coach au paradis
- Belgique : 19 octobre 2014 sur RTL-TVI
- Suisse : 18 novembre 2014 sur RTS Un
- France : 15 décembre 2014 sur TF1

- France : 6,08 millions de téléspectateurs (23,8 %)[5] (première diffusion)

- Alexandre Brasseur : Simon
- Caroline Le Moing : Séverine
- Alban Casterman : Denis
- Jean-Baptiste Martin : Romain
- Charlotte Adrien : Valérie
- Camille Fernandes : Justine
- Corto Paroux : Baptiste
- Prudence Leroy : Cécile
- Xavier Lemaître : Arnaud

- Cet épisode est  avec "Doc Love au camping", "Mon beau-frère et moi", "La copine de mon pote" un des rares épisodes dans lesquels les personnages des deux histoires interagissent entre eux.
- Caroline Le Moing, déjà présente dans "Camping Circus" reviendra dans "Nos années camping".

### Épisode 4:Le Gendre idéal
- Belgique : 30 novembre 2014 sur RTL-TVI
- Suisse : 9 décembre 2014 sur RTS Un
- France : 5 janvier 2015 sur TF1

- Belgique : 509 000 téléspectateurs (29,7 %)[6] (première diffusion)
- France : 5,54 millions de téléspectateurs (21,7 %)[7] (première diffusion)

- Marie Fugain : Julie
- Jean-Michel Martial : Patrice Bocandé
- Martine Maximin : Hélène Bocandé
- Mariama Gueye : Emma Bocandé
- Gaël Cottat : Raphaël
- Elsa Esnoult : Elsa
- Barbara Greene : Audrey

### Épisode 5:Carnaval au camping
- Belgique : 10 janvier 2015 sur RTL-TVI
- Suisse : 6 janvier 2015 sur RTS Un
- France : 12 janvier 2015 sur TF1

- France : 5,97 millions de téléspectateurs (23,5 %)[8] (première diffusion)

- Frédéric Bouraly : Michel
- Jérémie Covillault : Daniel
- Stéphanie Pasterkamp : Élise
- Catherine Erhardy : Sabine
- Jean Vocat : Sébastien
- Alexis Loret : Vincent
- Cécile Hercule : Céline
- Martin Daquin : Maxime
- Manon Guilbert : Léa
- Rémi Sirejol : Jérémy

Le camping s'apprête à célébrer le carnaval de Martigues. Tom espère remporter les Martégales, que le camping perd depuis six ans face au Camping du Soleil. Mais il n'apprécie ni le fait qu'Aurélie drague d'autres hommes pour le rendre jaloux, ni celui que Lola, la fille du maire, s'habille de manière extravertie alors qu'il est supposé la surveiller dans l'espoir que la maire lui installe une piscine dans son camping.

### Épisode 6:Le Séminaire
- Belgique : 17 janvier 2015 sur RTL-TVI
- Suisse : 15 janvier 2015 sur RTS Deux
- France :  19 janvier 2015 sur TF1

- Belgique : 353 000 téléspectateurs (21 %)[9] (première diffusion)
- France : 5,96 millions de téléspectateurs (23,5 %)[10] (première diffusion)

- Kamel Belghazi : Martin Dumont
- Delphine Chanéac : Delphine Laplace
- Anne-Charlotte Pontabry : Anne-Sophie Garnier, la sœur d'Amandine
- Guillaume Carcaud : Marc Plancher
- Cassandre Vittu de Kerraoul : Charlotte Laborde
- Laurence Oltuski : Mathilde
- Erwan Creignou : Christophe
- Philippe Hérisson : Étienne

- Cet épisode est le premier épisode écrit par un membre du casting : Franz Rudolf Lang, qui joue Gilles, même s'il n'apparaît pas dans l'épisode.
- L'épisode a été diffusé six ans après "L'oncle d'Amérique".

### Épisode 7:Notre Belle Famille
- Belgique : 5 avril 2015 sur RTL-TVI
- Suisse : 24 mars 2015 sur RTS Un
- France : 6 avril 2015 sur TF1

- Belgique : 503 300 téléspectateurs (31,2 % de part de marché)[11] (première diffusion)
- France : 5,95 millions de téléspectateurs (22,3 % de part de marché)[12] (première diffusion)

- Guillaume Cramoisan : Guillaume
- Catherine Demaiffe : Sabrina
- Cannelle Carré-Cassaigne : Emma, la 1ère fille de Sabrina
- Sidwell Weber : Marion, la fille de Guillaume
- Nicole Gueden : Jeanne Tessier
- Catherine Zavlav : Camille, la 2ème fille de Sabrina
- Telma Aïchouba : Lisa
- Pierre-Louis Bellet : Arthur, le fils de Guillaume
- Cyril Aubin : Alain